# Capela de Nossa Senhora do Socorro (Vila do Conde)
A Capela do Socorro localiza-se junto ao rio Ave, no município de Vila do Conde, distrito do Porto, em Portugal.
Está classificada como Imóvel de Interesse Público desde 1978.

## História
Foi erguida entre 1599 e 1603 por iniciativa de Gaspar Manuel, "piloto-mor da carreira da Índia, China e Japão que custeou as obras", possívelmente em cumprimento de um voto a Nossa Senhora do Socorro.

## Características
De pequenas dimensões, é singular pelo seu formato e cobertura, semelhante à de templos orientais por onde estanciou o seu patrono. Esta capelinha é de planta circular e elíptica, formada por dois corpos.

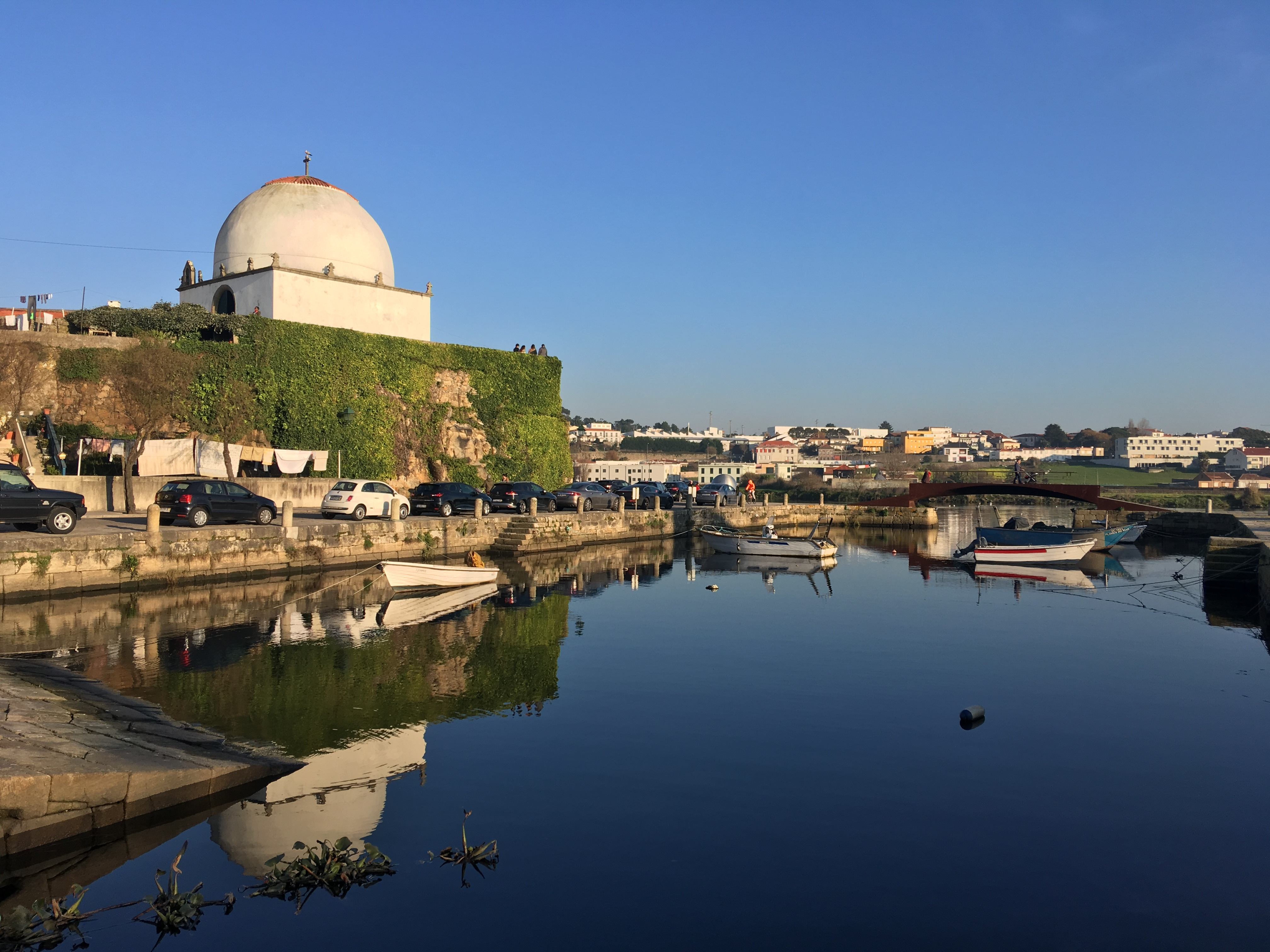
Capela do Socorro, no bairro marítimo

O interior está revestido por painéis de azulejos com cenas bíblicas. 
Do seu miradouro pode-se apreciar uma vista que engloba toda a margem direita do rio Ave na cidade até à foz. 